# Каппель (Рейнланд-Пфальц)
Каппель (нім. Kappel) — громада в Німеччині, розташована в землі Рейнланд-Пфальц. Входить до складу району Рейн-Гунсрюк. Складова частина об'єднання громад Кірхберг.
Площа — 12,41 км2. Населення становить 455 ос. (станом на 31 грудня 2020).

## Історія
1. Середньовіччя: Каппель має давню історію, що налічує кілька століть. Первісно поселення з'явилося в середньовіччі, і його розвиток був пов'язаний з аграрною діяльністю та ремеслами.
2. Рання нова епоха: Протягом століть Каппель пережив різні історичні етапи, включаючи впливи від правління князівств і вільних міст, які були характерними для цього регіону.
3. XX століття: У XX столітті, як і багато інших німецьких містечок, Каппель постраждав від наслідків двох світових воєн. Після Другої світової війни регіон проходив через реконструкцію і відновлення.
4. Сучасний період: Сьогодні Каппель є частиною об'єднання громад Кірхберг і зберігає свій характерний сільський вигляд, одночасно інтегруючись у сучасну адміністративну структуру Німеччини.

## Культурна спадщина
Культурна спадщина Каппеля в землі Рейнланд-Пфальц, Німеччина, відображає характерні риси сільської культури та традицій, які формувалися протягом століть. Ось кілька аспектів культурної спадщини цього маленького німецького поселення:

### Архітектурна спадщина
1. Історичні будівлі: У Каппелі можна знайти кілька старовинних будівель, таких як традиційні німецькі фермерські будинки та господарські споруди. Багато з цих будівель мають характерні для регіону архітектурні риси, такі як дерев'яні конструкції і традиційні черепичні дахи.
2. Церкви: Громадська церква, що часто є центром релігійного життя в селі, може мати історичну цінність. Вона може бути прикрашена традиційними витворами мистецтва, такими як вітражі, фрески і старовинні ікони.
3. Старі господарські будівлі: Молочарні, кузні та інші старовинні господарські будівлі можуть бути частиною культурної спадщини Каппеля, відображаючи традиційні методи сільського господарства.

### Традиції та звичаї
1. Свята та фестивалі: Каппель, як і багато інших сіл в Німеччині, має свої місцеві свята та фестивалі. Це можуть бути як релігійні свята, так і традиційні культурні події, такі як ярмарки, свята врожаю та народні фестивалі.
2. Традиційні страви: Місцеві страви, приготовані за традиційними рецептами, також є важливою частиною культурної спадщини. Це можуть бути страви з місцевих продуктів, які готуються за старовинними рецептами.
3. Ремесла та народне мистецтво: Традиційні ремесла, такі як ткацтво, вишивка або виготовлення кераміки, можуть бути частиною культурної спадщини. Місцеві майстри можуть продовжувати цю традицію, створюючи вироби, що відображають місцеву культуру.

### Музика та танці
1. Фольклорна музика: Традиційна німецька музика, така як народні пісні і танці, можуть бути частиною культурного життя Каппеля. Це може включати гру на традиційних інструментах, таких як аккордеон або скрипка.
2. Танці: Традиційні народні танці, які виконуються під час свят та фестивалів, також є важливою частиною культурної спадщини. Це можуть бути як індивідуальні, так і групові танці, що відображають місцеві традиції.

### Пам'ятники та історичні місця
1. Пам'ятники історичним подіям: У Каппелі можуть бути встановлені пам'ятники або меморіали на честь важливих історичних подій або видатних особистостей, що вплинули на історію регіону.
2. Історичні пам'ятки: Всі старовинні архітектурні та культурні об'єкти, такі як старі млини, замки або стінні конструкції, є частиною культурної спадщини, що свідчить про історичний розвиток поселення.

### Сучасні ініціативи
1. Культурні заходи: Місцеві громади можуть організовувати культурні заходи, які сприяють збереженню і популяризації культурної спадщини. Це можуть бути виставки, майстер-класи, театральні постановки та інші заходи.
2. Освітні програми: Школи та культурні установи можуть проводити освітні програми, спрямовані на збереження та передачу місцевих традицій і ремесел наступним поколінням.

Каппель відображає багатий культурний контекст, що поєднує традиції та сучасність, підтримуючи свою унікальність і автентичність серед інших німецьких сіл.

## Флора і фауна

### Флора
1. Лісисті райони: Околиці Каппеля оточені лісами, де переважають дуби, буки та хвойні породи дерев. Лісові екосистеми багаті на різноманітність рослин і грибів.
2. Луки та поля: В околицях громади розташовані луки та поля, де ростуть типові для середньоєвропейських регіонів трави і квіти, такі як ромашка, конюшина, і різноманітні польові рослини.
3. Сади і городи: Місцеві жителі займаються садівництвом і городництвом, вирощуючи як традиційні овочі, так і декоративні рослини.

### Фауна
1. Ссавці: У лісових зонах навколо Каппеля можна зустріти різних ссавців, таких як лисиці, кабани, олені, а також дрібніші види, як наприклад, єноти та різні види гризунів.
2. Птахи: Птахи є важливою частиною місцевої фауни. До них відносяться соколи, яструби, воробей та синиці. Лісові масиви забезпечують середовище для багатьох птахів, що гніздяться і зимують в цьому регіоні.
3. Риби та амфібії: У річках і струмках навколо Каппеля водяться різні види риб, такі як форель і лящ. Вологі території і водойми є домівкою для амфібій, зокрема жаб і тритонів.
4. Комахи: Флора і фауна Каппеля підтримує різноманітність комах, таких як бджоли, метелики, жуки, що сприяють запилення рослин і підтримці екологічної рівноваги.

## Загальна характеристика
Каппель є типовим німецьким сільським поселенням з багатою історією і природними ресурсами. Його розташування в землі Рейнланд-Пфальц і близькість до природних резервуарів і лісів надає йому особливого чарівності і є важливим для місцевої культурної та природної спадщини.

## Галерея

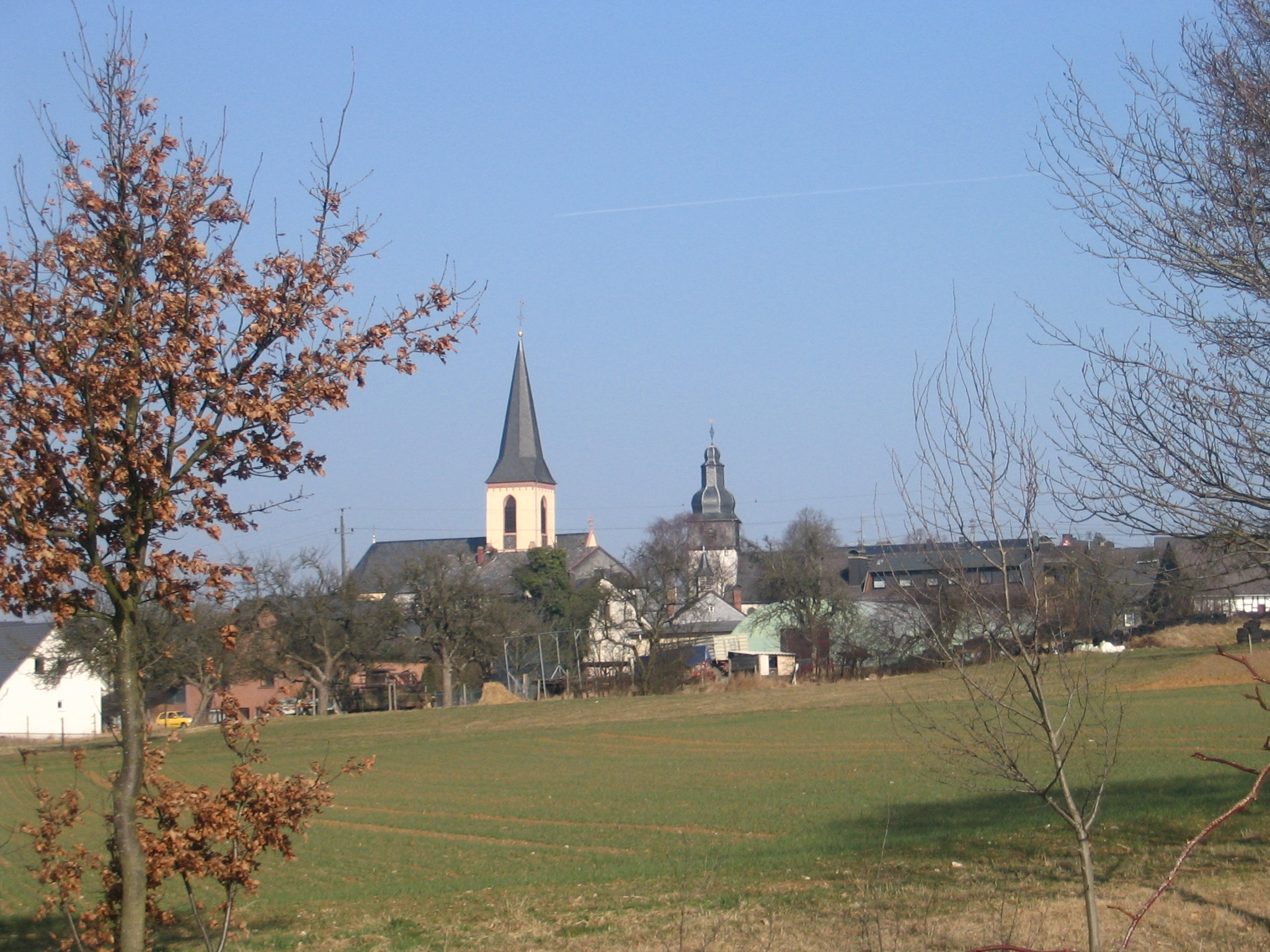
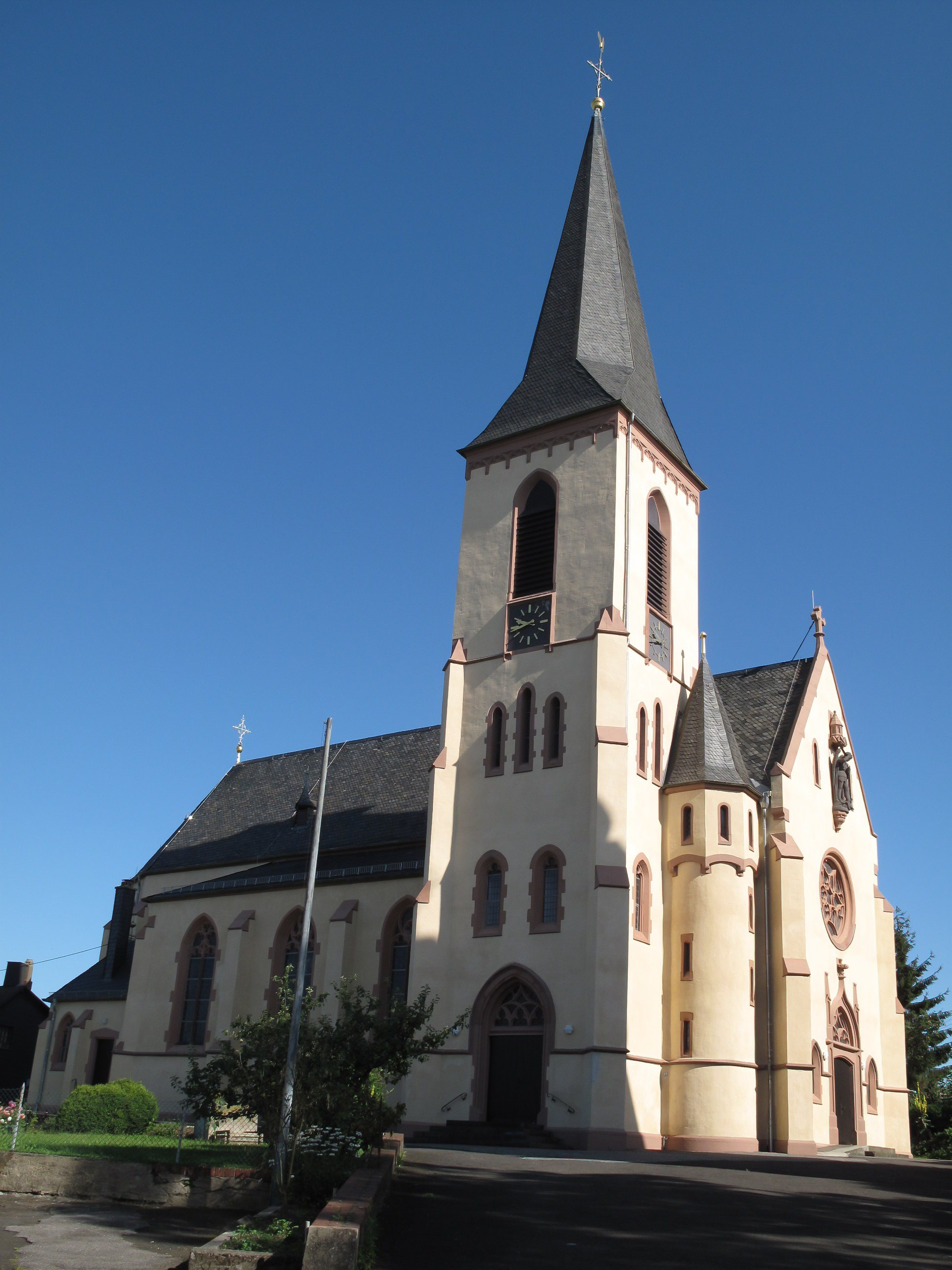